# Olyutorsky (huyện)
Huyện Olyutorsky (tiếng Nga: ? райо́н) là một huyện hành chính tự quản (raion), của Vùng Kamchatka, Nga. Huyện có diện tích 72109 km², dân số thời điểm ngày 1 tháng 1 năm 2000 là 8200 người. Trung tâm của huyện đóng ở Tilichiki.